# Oratorio di San Mercurio

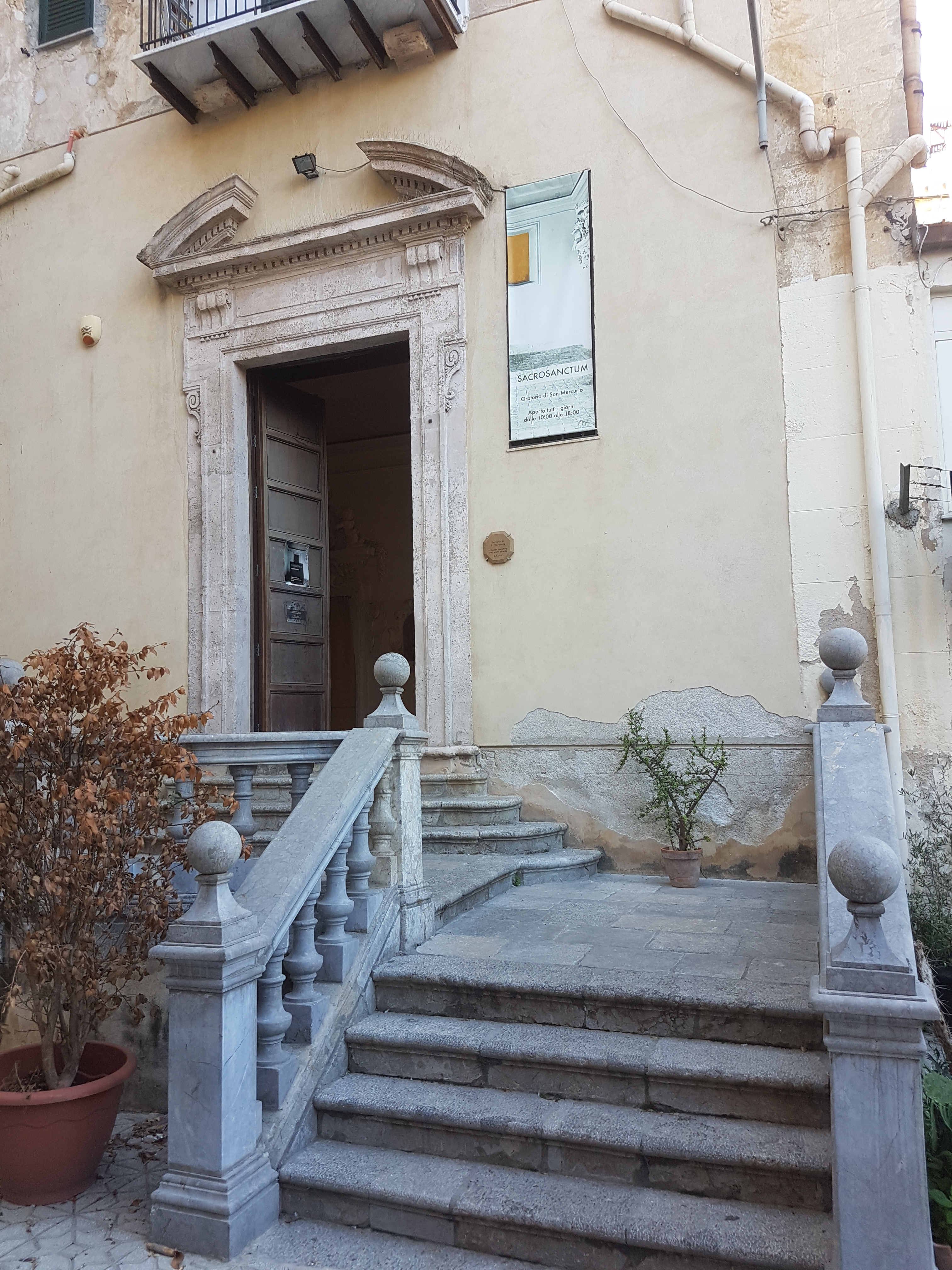
Fassade des Oratorio di San Mercurio in Palermo

Das Oratorio di San Mercurio ist ein Kirchengebäude des Barock in Palermo.

## Baubeschreibung
Das in der Via dei Benedettini gelegene Oratorium wurde 1572 von der Gesellschaft Sankt Mercurius (Compagnia di San Mercurio) in der Nähe einer als wundertätig geltenden Quelle erbaut.
Über eine Treppe gelangt man durch eine Tür mit gesprengtem Segmentgiebel ins Innere des Oratoriums. Der Entwurf des saalartigen, relativ hohen Raums geht wohl auf Paolo Amato zurück. Insbesondere die barocke Form der Fenster und andere Details verweisen auf das große Vorbild Amatos, dem römischen Architekten Francesco Borromini.
Die Wände sind reich mit Stuckreliefs dekoriert, die von der Stuckateurfamilie Serpotta ausgeführt wurden. Auf einem Schild auf der linken Innenwand ist die Jahreszahl 1678 aufgeführt, wohl der Zeitpunkt der Entstehung der Stuckaturen. Der Serpotta-Experte Donald Garstang hat die Arbeit Giacomo Serpotta zugeschrieben, der damit als Zweiundzwanzigjähriger, wahrscheinlich unter der Aufsicht seines drei Jahre älteren Bruders Giuseppe, die erste bedeutende Arbeit abgeliefert hätte. Für die Autorenschaft Giacomos spräche, dass bei der Behandlung der einzelnen Figurengruppen, bei aller technischen Unvollkommenheit eine hohe Individualität im Ausdruck zu verzeichnen sei, die später für sein Werk signifikant werde.
Über dem Eingang der Innenfassade ist eine geschwungene Orgelempore mit vergoldeter Balustrade angebracht. Die Gruppen musizierender Putten zu beiden Seiten der Orgel werden von Garstang in das zweite Jahrzehnt des 18. Jahrhunderts datiert und Procopio Serpotta zugeschrieben.